# Yakovlev Yak-7
Lo Yakovlev Yak-7 (in russo Яковлев Як-7?) era un aereo da addestramento, poi convertito in caccia, ad ala bassa, progettato dall'OKB 115 diretto da Aleksandr Sergeevič Jakovlev e sviluppato in Unione Sovietica negli anni quaranta.
Derivato dal precedente Yak-1, venne utilizzato principalmente dalla Voyenno-Vozdushnye Sily, l'aeronautica militare sovietica, durante la seconda guerra mondiale e dalla fine del conflitto da alcune forze aeree filosovietiche.

## Storia del progetto
Lo Yak-7 nacque come aereo da addestramento derivato dallo Yak-1 (noto inizialmente come I-26), sul finire del 1939 oppure, secondo altri, all'inizio del 1940. Come già nel caso del caccia, le autorità governative autorizzarono in tempi rapidi la costruzione della nuova macchina, considerando che l'OKB-115 si sarebbe trovato avvantaggiato dal lavoro già svolto in precedenza, senza dover partire dal foglio bianco per realizzare un nuovo aereo.
Il risultato di questo processo fu il primo prototipo che, denominato UTI-26-1, era sostanzialmente un I-26 con la cabina di pilotaggio a due posti e l'ala spostata di 10 cm verso coda al fine di equilibrare il centro di massa dell'aereo. Il prototipo volò per la prima volta il 23 luglio 1940 e sostenne le prove di volo richieste dalle autorità statali nel periodo tra il 28 agosto ed 19 settembre.
Emersero problemi alle giunture nella struttura portante e al carrello d'atterraggio che risultò strutturalmente fragile e insufficientemente inclinato per impedire "impuntate" del muso durante l'atterraggio. Per quanto queste criticità fossero particolarmente problematiche per un addestratore, le autorità non videro alternativa all'immettere in produzione l'UTI-26 che veniva considerata l'unica macchina disponibile in grado di formare i piloti all'impiego dei nuovi caccia I-26, I-200 e I-301 già in produzione; i problemi emersi sarebbero stati risolti con un secondo prototipo.
Identificato con la sigla UTI-26-2, il nuovo prototipo fu modificato nella struttura principale, nell'impennaggio e nel carrello d'atterraggio; le modifiche introdotte risolsero la maggior parte dei problemi inizialmente evidenziati anche se la nuova configurazione del carrello ne creò di nuovi. Per altro la nuova struttura del telaio generò un nuovo avanzamento del baricentro rivelatosi portatore di maggior stabilità, come confermato nei test svolti a partire dai primi giorni del 1941.

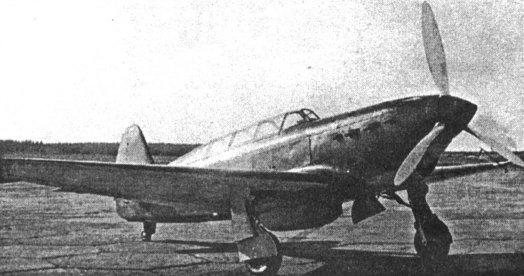
Il primo UTI-26 in prova presso il NII VVS (Istituto di prove scientifiche presso la V-VS).

Dal punto di vista delle prestazioni, l'UTI-26-2 si avvicinò molto al caccia progenitore permettendo di sviluppare la velocità massima di 586 km/h a 4 500 m di quota; lo spazio necessario per il decollo era di 310 m mentre quello per l'atterraggio era di 750 m a causa della fragilità strutturale del carrello che sconsigliava l'impiego brusco dell'impianto frenante.
Le autorità sovietiche adottarono la direttiva che metteva in produzione lo Yak-7UTI il 4 marzo del 1941 e l'impianto designato fu il GAZ n° 301 di Mosca, che fino ad allora aveva prodotto gli Yak-1; il primo Yak-7UTI di serie fu portato in volo il 18 maggio e le prime consegne ai reparti ebbero inizio pochi giorni prima dell'invasione tedesca. Dopo il completamento di 87 aerei, uno degli ingegneri del GAZ n° 301 suggerì di ovviare al problema di solidità del carrello mediante l'eliminazione del sistema di ritrazione; la soluzione del carrello fisso venne resa effettiva a partire dagli esemplari prodotti in agosto.
Uno dei primi interventi di modifica dello Yak-7UTI, curato direttamente dall'OKB-115, riguardò alcuni esemplari che furono trasformati in ricognitori per compiti tattici mediante alcune modifiche tra le quali l'installazione di un seggiolino corazzato per il pilota, di un'apparecchiatura fotografica sistemata alle sue spalle e di un tettuccio di forme modificate. In funzione del loro ruolo questi velivoli furono denominati Yak-7R.
Nel mese di agosto del 1941, questa volta sotto la direzione del responsabile del progetto nel GAZ n° 301 K. Sinel’ŝikov, un velivolo preso dalla catena di montaggio (numero di serie 04-11) venne modificato in vero e proprio aereo da caccia: l'aereo manteneva la postazione posteriore e fu dotato di corazzatura alle spalle del pilota, di serbatoi autosigillanti che si riempivano di gas inerte man mano che si vuotavano del carburante, di tre lanciatori di razzi RS-82 sotto ogni semiala, di un cannone assiale ShVAK calibro 20 mm sparante attraverso il mozzo dell'elica con 120 colpi e di due mitragliatrici ShKAS calibro 7,62 mm sotto la cappottatura del motore, con 750 colpi ognuna.
Sinel’ŝikov non concordò con Jakovlev le modifiche apportate; una volta informato, il progettista restò scettico sulla necessità di quei cambiamenti. Dopo brevi test svolti presso la fabbrica, l'aereo risultò sotto alcuni aspetti addirittura migliore rispetto allo Yak-1. Sottoposto alla valutazione delle autorità, trovò la loro immediata approvazione. I test di tiro dimostrarono che l'installazione dell'armamento completo non aveva effetti negativi sulle caratteristiche di volo o sulle prestazioni complessive del nuovo caccia mentre la sua stabilità come piattaforma di tiro venne giudicata migliore rispetto a quella dei monoposto Yak-1 e LaGG-3, così come la precisione del tiro con i razzi RS-82 era migliore rispetto a quella del MiG-3.

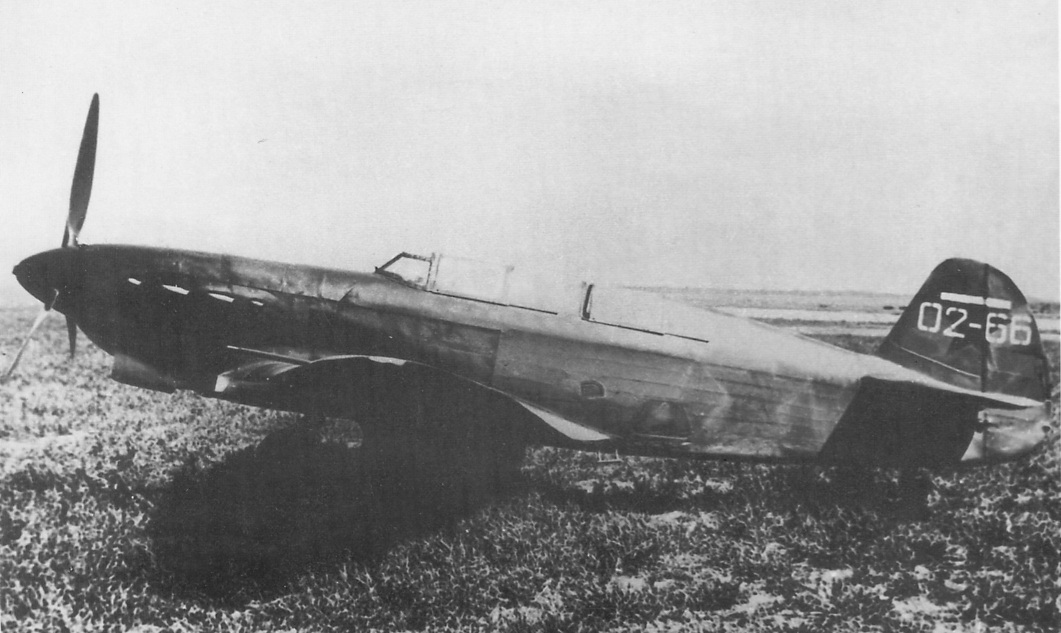
Vista laterale di uno Yak-7V.

Il pilota collaudatore A. N. Lazarev sottolineò le buone caratteristiche di volo dello Yak-7 come caccia, la facilità di uscire dalla vite e il buon comportamento in picchiata, caratteristiche che egli riteneva superiori a quelle dello Yak-1. Ma i difetti inerenti al propulsore persistevano; altri affliggevano le tubazioni del motore M-105P, il sistema di bloccaggio del carrello e il ruotino di coda.
Il Comitato di difesa dello Stato (GKO) ed il Commissariato del popolo per l'industria aeronautica (NKAP) emanarono nell'agosto 1941 i decreti necessari affinché lo Yak-7 fosse prodotto dai GAZ n° 301 e n° 153; tuttavia le maestranze del GAZ n°301 dovettero essere evacuate a Novosibirsk dove condivisero gli impianti del GAZ n°153. Per questa ragione nel 1941 furono prodotti soltanto 62 aerei: 51 nel settembre/ottobre dal GAZ n° 301 e 11 dal n° 153 in dicembre.
Ancora nel mese di agosto del 1941, parallelamente allo sviluppo del caccia, venne intrapreso un processo di semplificazione dell'originale versione da addestramento: in particolare si intervenne sul carrello d'atterraggio che, mantenuto "fisso", fu irrobustito e disposto senza inclinazioni laterali rispetto alla vista frontale. Questa versione, conosciuta come Yak-7V, fu prodotta in 510 esemplari tra il maggio del 1942 ed il dicembre 1943, nell'impianto n° 153 di Novosibirsk.
A partire dai primi mesi del 1942 furono introdotte alcune modifiche alla versione da caccia, il cui risultato viene genericamente indicato come versione Yak-7A. Esternamente la modifica più vistosa riguardò il cupolino la cui terza (e ultima) sezione vetrata fu sostituita da un pannello in compensato; fu modificato, e reso parzialmente retraibile, il ruotino posteriore mentre fu rivista la serie di pannelli di chiusura del carrello principale. Nell'abitacolo fu installato un impianto radio ricetrasmittente completo e modificato il pannello dei comandi. Tra gli impianti fu modificato il sistema di ricarica delle mitragliatrici e il sistema per l'immissione di gas inerti nei serbatoi del carburante fu alimentato con i gas di scarico provenienti dal motore.
I resoconti dal fronte di guerra evidenziavano tuttavia ancora diversi limiti, sottolineando in particolare la scarsa potenza del motore, l'insufficiente velocità dell'aereo e l'inadeguatezza dell'armamento. L'OKB-115 procedette quindi senza sosta nel tentativo di eliminare le carenze evidenziate: fu così che furono apportate diverse migliorie aerodinamiche alla cellula, facendo tesoro di raccomandazioni provenienti dallo TsAGI mentre l'armamento frontale fu sensibilmente potenziato anche se, sempre ai fini aerodinamici, furono abbandonate le rastrelliere per i razzi RS-82; ebbe così origine la versione da caccia denominata Yak-7B, che uscì dalle fabbriche a partire dal maggio del 1942.
Nell'estate successiva, l'OKB-115 ebbe parte attiva nella ricerca di soluzioni che permettessero di migliorare il motore Klimov M-105; in questo caso il lavoro svolto permise a Klimov ed al suo gruppo di lavoro di dare vita alla variante M-105PF del V-12 grazie alla quale gli aerei di nuova produzione risultarono più veloci di circa 20 km/h. Dal punto di vista aerodinamico, gli ultimi esemplari di Yak-7B ad uscire dalle linee di montaggio adottarono il dorso ribassato e la cappottina "a goccia" analogamente ai contemporanei Yak-1. La produzione degli Yak-7B con il motore M-105PF rappresentò l'ultima evoluzione progettuale costruita in serie; gli ultimi esemplari uscirono dalle catene di montaggio (dal GAZ n° 82) nel luglio del 1944.

## Tecnica

### Cellula
Strutturalmente invariato rispetto allo Yak-1, anche lo Yak-7 era un monoplano ad ala bassa la cui fusoliera era realizzata in traliccio d'acciaio con la parte anteriore rivestita in duralluminio e quella posteriore rivestita in legno. Le ali erano in legno, con le sole superfici di controllo in duralluminio rivestito in tela.
La cabina di pilotaggio prevedeva due posti sia nelle versioni da addestramento che in quelle destinate ad operare come aereo da caccia; grazie al secondo sedile, l'aereo veniva utilizzato anche per voli di collegamento o per piccoli trasporti tra i reparti. Solamente nella versione "7B" il sedile posteriore non era presente, sostituito da un serbatoio di carburante da 80 L, utilizzato anche in funzione di zavorra, che (sovente) veniva però smontato presso i reparti di volo in quanto poco gradito ai piloti che ne temevano l'esplosione durante i combattimenti. Il cupolino era costituito da una lunga vetratura che comprendeva tre elementi laterali; negli esemplari della versione "7A" il terzo elemento vetrato era sostituito da un pannello di compensato opportunamente sagomato. Negli ultimi esemplari prodotti nella versione "7B" il cupolino era del tipo "a goccia" ed il dorso della fusoliera era ribassato, analogamente a quanto introdotto sullo Yak-1.
Il carrello d'atterraggio era di tipo classico e, nelle previsioni progettuali, era di tipo retrattile; questa soluzione fu utilizzata su tutti gli esemplari delle varianti da caccia ma fu abbandonata dopo un breve periodo nelle varianti da addestramento "7UTI" e "7V" in quanto i problemi strutturali alle gambe del carrello erano ritenuti pericolosi e non indicati per un velivolo da addestramento. Nell'impiego operativo fu sempre sconsigliato ai piloti di ricorrere ad utilizzi bruschi dell'impianto frenante sia per impedire il collasso delle gambe, sia per prevenire "impuntate" di muso nelle fasi di atterraggio.

### Motore
A parte qualche tentativo di carattere sperimentale, lo Yak-7 fu motorizzato durante tutta la propria vita operativa, dal Klimov M-105: si trattava di un motore V12 raffreddato a liquido dalla cilindrata di 35,1 L frutto dello sviluppo, curato da Vladímir Ấkovlevič Klímov, del motore M-100 (copia costruita su licenza dell'unità di origine franco-spagnolo Hispano-Suiza 12Y).
La prima versione, M-105P, montata sugli aerei delle versioni Yak-7, Yak-7UTI e Yak-7V, era in grado di sviluppare circa 1 050 CV (772 kW) di potenza; gli Yak-7A ricevettero la variante M-105PA che, invariata nella potenza erogata, risultava modificata nel basamento e nelle bielle con apprezzabile miglioramento in termini di affidabilità. A partire dall'estate del 1942 gli Yak-7B furono equipaggiati con la versione M-105PF che garantì ai velivoli prestazioni migliori, potendo erogare la potenza di circa 1 200 CV (883 kW).

### Armamento
La prima variante da addestramento Yak-7UTI era dotata di due mitragliatrici ShKAS calibro 7,62 mm mentre la variante Yak-7V era completamente priva di armamento offensivo.
Nel caso dei caccia Yak-7 e Yak-7A l'armamento era costituito da un cannone ShVAK calibro 20 mm (sparante attraverso il mozzo dell'elica) e da due mitragliatrici ShKAS alloggiate nella parte superiore del muso sparanti, per mezzo di un sistema di sincronizzazione, attraverso il disco dell'elica. Negli esemplari Yak-7B le due ShKAS furono rimpiazzate con due Berezin UBS calibro 12,7 mm.
Analogamente a quanto già accaduto per lo Yak-1, anche gli Yak-7 potevano essere equipaggiati con sei proiettili a razzo del tipo RS-82; anche in questo caso, per ragioni di deterioramento delle prestazioni a causa degli effetti aerodinamici, nella primavera del 1942 le autorità emisero disposizioni che ne prevedevano la dismissione in favore di carichi subalari costituiti da bombe a caduta libera per un peso fino ad un massimo di 200 kg.

## Impiego operativo
Le prime notizie di impiego del caccia Yak-7 da parte della V-VS risalgono al dicembre del 1941; all'epoca una squadriglia del 172º Reggimento Caccia ne schierava alcuni esemplari, impegnati nei combattimenti per la liberazione della città di Volokolamsk.
All'inizio dell'estate del 1942 gli Yak-7A erano impegnati regolarmente in prima linea e tra i reparti utilizzatori figura il 283° IAP, comandato dal maggiore A. Morozov; negli stessi mesi erano entrati in servizio anche gli Yak-7B, che risultano in forza presso il 434° IAP.
Tra i piloti impegnati figurano anche i nomi di quattro aviatrici: Klavdiâ Andreevna Nečaeva, Klavdiâ Mihajlovna Blinova, Antonina Vasil’evna Lebedeva e O.I. Shakhova. Nell'estate del 1942 il tenente, ed eroe dell'Unione Sovietica, Vladimir Âkovlevič Alkidov fu abbattuto a bordo di uno Yak-7B e considerato disperso per qualche tempo. Riuscì a fuggire per ritornare tra le proprie linee, tuttavia le ferite riportate non gli consentirono di riprendere il volo prima della fine della guerra.
Tra i reparti che impiegarono la variante da addestramento, le fonti ricordano il 3e Groupe de Chasse Normandie, unità delle Forces aériennes françaises libres della Francia libera che da dicembre 1942 e per tutta la durata della guerra fu incorporato nei quadri della Vojska protivovozdušnoj oborony. Alcuni Yak-7V furono forniti anche ai reparti della polacca Lotnictwo ludowego Wojska Polskiego.
Nel dopoguerra alcuni Yak-7 potrebbero essere stati forniti alle forze aeree di Albania, Corea del Nord, Bulgaria e Ungheria ma le fonti reperite non forniscono indicazioni precise in merito, indicando per altro la possibilità che gli aerei fossero in realtà degli Yak-9.

## Versioni

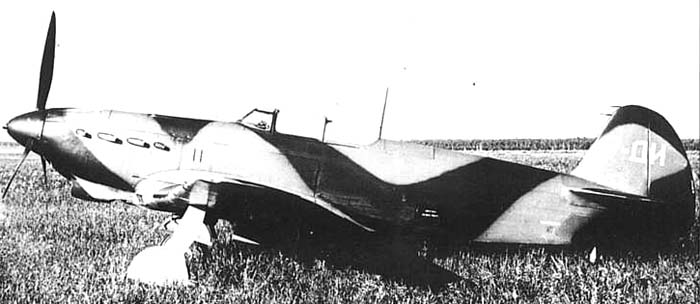
Yakovlev Yak-7DI

Se non diversamente indicato, i dati sono tratti da "Yak Piston Fighters" in "www.airvectors.net".
- UTI-26: denominazione attribuita in origine al progetto di addestratore biposto; in seguito la denominazione sarebbe diventata Yak-7UTI.
- Yak-7: prima variante sviluppata dal biposto originario; abitacolo di dimensioni invariate ma monoposto, armamento migliorato, carrello retrattile.
- Yak-7A: seconda variante da caccia; fu introdotto l'apparato radio, ripristinato il ruotino di coda semiretrattile, modificato il cupolino (eliminata la parte vetrata posteriore, sostituita da un elemento in legno), modificato il pannello degli strumenti ed introdotto l'impianto dell'ossigeno per il pilota.
- Yak-7B: in questa variante fu installata la radio di tipo RSI-4 e furono introdotti diversi miglioramenti aerodinamici suggeriti dallo TsAGI; le due mitragliatrici ShKAS (calibro 7,62 mm) furono rimpiazzate con altrettante Berezin UB (calibro 12,7 mm). Ad un certo punto fu installato il motore M-105PF in sostituzione del precedente M-105PA. Furono introdotte rastrelliere per il trasporto di due bombe mentre furono presto rimosse quelle per i proiettili a razzo RS-82.
  - Yak-7-37: versione derivata dal modello Yak-7B, prevedeva l'impiego di un cannone MPSh-37 (calibro 37 mm) sparante attraverso il mozzo dell'elica. Nell'agosto del 1942[24] ne furono realizzati ventidue esemplari che furono inviati nella zona settentrionale del fronte per una serie di sperimentazioni operative che, conclusesi positivamente, convinsero i progettisti a proseguire il lavoro di sviluppo del cannone per l'installazione su velivoli di progettazione più recente[24].
- Yak-7M: la sigla sta ad indicare una versione "modificata"[N 13]. Un esemplare di Yak-7UTI fu ampiamente modificato: la singola mitragliatrice ShKAS fu sostituita da tre cannoni ShVAK (uno sparante attraverso il mozzo dell'elica ed uno disposto in ciascuna semiala sparante al di fuori del disco dell'elica); l'apertura alare fu leggermente ridotta, e di conseguenza la capienza dei serbatoi cui si ovviò sistemando un serbatoio aggiuntivo nella zona del secondo abitacolo, completamente privata di qualsiasi equipaggiamento. Le ali furono anche marginalmente ridisegnate nella loro forma complessiva e dotate di ipersostentatori migliorando la stabilità dell'aereo e riducendone la velocità di stallo. Queste modifiche non ebbero tuttavia seguito nella produzione in serie poiché avrebbero richiesto interventi troppo radicali rispetto allo standard[25].
- Yak-7/M-82: prototipo, risalente all'estate del 1941[24], equipaggiato con motore Shvetsov M-82. Destinato a valutare l'opportunità di realizzare una variante dotata del motore radiale; le migliori prestazioni messe in mostra con lo stesso motore dai primi prototipi del Lavochkin La-5 determinarono l'abbandono della sperimentazione.
- Yak-7PD: prototipo dotato di motore M-105PD, caratterizzato da un nuovo compressore e destinato all'impiego alle alte quote. Realizzato alla fine dell'estate del 1942, era armato solamente con il cannone ShVAK calibro 20 mm, ma non espresse le prestazioni sperate (anche a causa del comando manuale del compressore) e rimase allo stadio di prototipo[24].
- Yak-7PVRD: denominazione attribuita a due esemplari che montavano sotto le ali due statoreattori Merkulov DM-4; gli aerei furono utilizzati per voli sperimentali destinati allo studio dei motori realizzati da Igor Alekseevič Merkulov[26], testati anche sul prototipo Bereznjak-Isaev BI.
- Yak-7R: la sigla indicava l'impiego come aereo da ricognizione; in ordine cronologico fu una delle prime modifiche apportate al progetto originale. Gli aerei di questa variante, armati del solo cannone ShVAK, furono dotati di fotocamera AFA-I e radio RSI-4[7].
- Yak-7V: variante da addestramento sviluppata sul finire del 1941[24]. Il motore era lo stesso degli Yak-1, un Klimov M 105 PF di 1 260 hp[2].
- Yak-7D e Yak-7DI: prototipi destinati rispettivamente a fungere come ricognitore e caccia a lungo raggio[N 14]; considerevolmente modificati nella struttura originaria, furono messi in produzione dando vita allo Yakovlev Yak-9.

## Utilizzatori
Bulgaria
- Văzdušni Vojski

operò con tre Yak-7V.
 Francia libera
- Forces aériennes françaises libres

operò con insegne sovietiche nel Groupe de chasse Normandie-Niémen.
 Jugoslavia
- Jugoslovensko ratno vazduhoplovstvo i protivvazdušna odbrana

operò con due Yak-7V.
 Mongolia
- Agaaryn Dovtolgoonoos Khamgaalakh Tsergiyn Komandlal

operò con alcuni esemplari come addestratori.
 Polonia
- Lotnictwo ludowego Wojska Polskiego

operò con alcuni Yak-7B per l'addestramento nel "1. Pulk Lotniczy Mysliwski Warszawa" (1º Reggimento Caccia). Diversi Yak-7V vennero inoltre impiegati come addestratori ed aerei da collegamento. Gli Yak-7 vennero utilizzati dai piloti polacchi dal settembre 1943 fino al 23 settembre 1946.
 Ungheria
- Magyar Néphadsereg légiereje

operò con uno Yak-7V per famigliarizzare con il caccia Yak-9.
 Unione Sovietica
- Voenno-vozdušnye sily

### Annotazioni
1. ↑  La denominazione del "costruttore" risulta scritta in modo diverso da quella del "progettista" poiché nel secondo caso la traslitterazione del cognome è effettuata secondo il sistema "ISO 9", impiegato come standard convenzionale nelle pagine di Wikipedia in lingua italiana.
2. ↑  La sigla «I» indica un aereo da caccia, dal russo «Истребитель», traslitterato «Istrebitel’».
3. ↑  In russo la sigla «УТИ» indica «Учебный Тренировочный Истребитель», traslitterato «Učebnyj Trenirovočnyj Istrebitel’», cioè «caccia da addestramento»
4. ↑  Il sistema di designazione che utilizzava le prime lettere del cognome del progettista era stato adottato ufficialmente nel dicembre del 1940.
5. ↑  Dal russo «Государственный Авиационный Завод», «Gosudarstvenn'ij Aviatsionn’ij Zavod» cioè «Fabbrica Aeronautica di Stato».
6. ↑  In russo «Разведчик», traslitterato «Razvedčik», letteralmente «Esploratore».
7. ↑  In caratteri cirillici «К. Синельщиков», traslitterato quindi «K. Sinelshchikov» secondo il sistema anglosassone.
8. ↑  In russo «Государственный Краснознаменный Обороны», traslitterato «Gosudarstvennyj Krasnoznamennyj Oborony»
9. ↑  In russo «Народный Комиссариат Авиационной Промышленности», traslitterato «Narodnyj Komissariat Aviacionnoj Promyšlennosti»
10. ↑  In russo «Як-7В», iniziale della parola «Вывозной» che tradotta letteralmente significa «esportazione» ma che all'epoca era utilizzata per identificare una variante destinata a consentire ai piloti di familiarizzare con il modello d'aereo.
11. ↑  In russo «Истребительный Авиационный Полк», traslitterato «Istrebitel’nyj Aviacionnyj Polk» da cui la sigla «IAP»
12. ↑  In russo «Войска противовоздушной обороны», cioè «truppe di difesa aerea».
13. ↑  In russo «Модифицированный», traslitterato «Modificirovannyj».
14. ↑  In russo «Дальний», che traslitterato «Dal’nij», indica appunto «a lungo raggio».

### Fonti
1. ↑  Leonard, 2005, p. 79.
2. 1 2  Chant, 1977, p. 106.
3. ↑  Stapfer, 1986, p. 24.
4. 1 2 3 4  Gordon e Khazanov, 2002, p. 41.
5. ↑  Gunston e Gordon, 1997, p. 62.
6. 1 2 3  Gordon e Khazanov, 2002, p. 42.
7. 1 2 3  Gordon e Khazanov, 2002, p. 43.
8. ↑  Gordon e Khazanov, 2002, p. 45.
9. 1 2 3 4  Leonard, 2005, p. 60.
10. ↑  Gordon, Kommissarov e Kommissarov, 2005, p. 88.
11. 1 2  Gunston e Gordon, 1997, p. 74.
12. 1 2 3  Gordon e Khazanov, 2002, p. 48.
13. 1 2  Gunston e Gordon, 1997, p. 72.
14. 1 2  Gordon e Khazanov, 2002, p. 49.
15. 1 2 3 4 5 6  Gordon e Khazanov, 2002, p. 50.
16. 1 2  Gordon e Khazanov, 2002, p. 135.
17. ↑  Gunston e Gordon, 1997, p. 73.
18. ↑  Gordon, Kommissarov e Kommissarov, 2005, p. 97.
19. ↑  Gordon e Khazanov, 2002, p. 46.
20. ↑  Gordon e Khazanov, 2002, p. 51.
21. ↑  Gordon e Khazanov, 2002, p. 132.
22. ↑  Gordon e Khazanov, 2002, p. 133.
23. ↑  Yak Piston Fighters, in "www.airvectors.net".
24. 1 2 3 4 5  Gordon e Khazanov, 2002, p. 53.
25. ↑  Gordon e Khazanov, 2002, p. 47.
26. ↑  Gordon e Khazanov, 2002, p. 57.

### Pubblicazioni
- (EN) Hans Heiri-Stapfer, Yak Fighter, collana Aircraft In Action, vol. 78, Carrollton (TX) - USA, Squadron/Signal publications, 1986, ISBN 0-89747-187-3.